# مجموعة ألاميدا
مجموعة ألاميدا هي شركة مساهمة تعمل في مجال الرعاية الصحية في مصر، بدأت منذ عام 1999 حينما استحوذت المجموعة على مستشفى السلام الدولي بالمعادي، وفي عام 2001 أطلقت المركز الألماني لإعادة التأهيل، وفي عام 2005 استحوذت المجموعة على حصة بمستشفى دار الفؤاد بالسادس من أكتوبر، وتوالت بعدها التوسعات والتي شملت توسيع مستشفى السلام الدولي، وانشاء فرع لها بمدينة القاهرة الجديدة، وتوسيع دار الفؤاد بمدينة السادس من أكتوبر، وفي عام 2017 ضمت المجموعة مؤسسة طبيبي.

## المستشفيات والمراكز التابعة
وتضم مجموعة ألاميدا 1,023 سريرًا و128 عيادة موزعة على أربعة مستشفيات بنطاق القاهرة الكبرى، وهي:
- مستشفى السلام الدولي بالمعادي.
- مستشفى السلام الدولي بالقاهرة الجديدة.
- مستشفى دار الفؤاد بمدينة نصر.
- مستشفى دار الفؤاد بمدينة السادس من أكتوبر.
- المركز الألماني لإعادة التأهيل.
- مركز الإكسير المتخصص في مناظير الجهاز الهضمي، ويقع فرعيه بأحياء المهندسين والمعادي.
- شبكة عيادات طبيبي التي تنتشر فروعها في التجمع الخامس والمعادي والسادس من أكتوبر.[2]

## التوسعات المستقبلية
تخطط ألاميدا لتوسيع مجال أعمالها من خلال 4 مستشفيات جديدة في:
- المنصورة.
- أسيوط.
- العلمين الجديدة.
- بورسعيد.
- العاصمة الإدارية الجديدة: في 13 ديسمبر 2021 وقعت وزارة الإسكان والمرافق والمجتمعات العمرانية مذكرة تفاهم مع تحالف يضم مجموعة ألاميدا للرعاية الصحية والشركة الصينية العامة للهندسة والإنشاءات “CSCEC" وشركة الحاذق للإنشاءات، لإنشاء وإدارة وتشغيل أول مستشفى في العاصمة الإدارية الجديدة بطاقة استيعابية 300 سرير، متضمنة 100 سرير للرعاية المركزة، 200 سرير فردي، 10 غرف للعمليات. وفقًا لهذه الشراكة بين القطاعين العام والخاص، ستوفر وزارة الإسكان قطعة أرض مساحتها 7 فدان بالقرب من حي الأعمال في العاصمة الإدارية الجديدة في حين ستقوم ألاميدا بتشغيل المستشفى لمدة 49 عامًا قابلة للتجديد، على أن تكون المنشأة مملوكة لوزارة الإسكان ممثلة في هيئة المجتمعات العمرانية الجديدة، وسيتم بناؤها من خلال شركة CSCEC الصينية وشركة الحاذق المصرية.[4]
- مدينتي: في 25 مارس 2025 أبرمت مجموعة طلعت مصطفى ومجموعة ألاميدا شراكة استراتيجية لتطوير وإدارة الرعاية الطبية والصحية المتميزة فائقة الجودة في عدد من مشروعات المجموعة. وبموجب الاتفاقية ستقوم "ألاميدا" بإدارة وتشغيل مستشفى جديدة في "مدينتي"، على أن يتم افتتاح المستشفى الجديدة خلال عام 2027 بإجمالي استثمارات تتجاوز 5 مليار جنيه (100 مليون دولار)، وتوفر الخدمات الطبية المتكاملة والرعاية الصحية ذات الجودة بسعة نحو 200 سرير لنحو 1.2 مليون من سكان مدينتي وأكثر من 4.5 مليون شخص في منطقة شرق القاهرة.[5]

## محاولات الإندماج والاستحواذ
في 10 مايو 2021 أعلنت مجموعة مستشفيات كليوباترا، عن إنتهاء مفاوضاتها للاستحواذ على مجموعة ألاميدا للرعاية الصحية دون التوصل إلى اتفاق.
كانت مجموعة كليوباترا وقعت مع مجموعة ألاميدا في ديسمبر 2020 اتفاقية مبدأية تقضي بدمج منشآت ألاميدا مع مجموعة مستشفيات كليوباترا.
وكان من المتوقع أن يتم تفعيل الصفقة وتشغيل الكيان المدمج قبل يونيو 2021 ليتكون أكبر كيان بالقطاع الخاص للرعاية الصحية في مصر يسيطر على 1450 سريرا، وهو ما يصل إلى نحو 15% من إجمالي عدد الأسرة في المستشفيات الخاصة بالقاهرة و4% في مصر، قدرت بلومبرج قيمته بين 450 و500 مليون دولار. وذلك بعد انتظار موافقة الجهات الرقابية عليها، قبل أن يتم إعلان عدم التوصل إلى اتفاق نهائي بين الكيانين.
وفي نهاية ديسمبر 2020، قرر جهاز حماية المنافسة ومنع الممارسات الاحتكارية، بشكل مبدئي عدم منح الموافقة على عملية الاستحواذ لوجود مؤشرات بالتأثير سلبا على قطاع الرعاية الصحية في مصر من خلال إنشاء كيانات احتكارية في سوق المستشفيات في مصر، وما قد يتبع ذلك من:
- الإضرار بالرعاية الصحية للمواطن المصري ورفع أسعارها وانخفاض جودتها وإضعاف فرص الاستثمار المحتملة أو المرجوة في هذا القطاع.
- رفع أسعار الخدمات الطبية المقدمة للدولة بالنظر إلى إمكانية مشاركة مستشفيات القطاع الخاص في منظومة التأمين الصحي الشامل وخدمات الطوارئ الإلزامية.
- سيطرة مجموعة كليوباترا على الكفاءات الطبية من الأطباء والأطقم الطبية المختلفة، والتحكم في أجورهم لعدم وجود بديل أو منافس قوي يمكن الاستعاضة به عن شركة كليوباترا في حال قيامها بالاستحواذ على أقرب منافسيها وهي شركة ألاميدا للرعاية الصحية.[6][7]

## أنظر أيضاً
- مجموعة مستشفيات كليوباترا
- مجموعة مستشفيات مبرة العصافرة
- مينا هيلث بارتنرز
- السعودي الألماني الصحية
- مجموعة علاج الطبية
- مجموعة أندلسية